# Suore missionarie dello Spirito Santo
Le Suore Missionarie dello Spirito Santo (in francese Sœurs Missionnaires du Saint-Esprit) sono un istituto religioso femminile di diritto pontificio: le suore della congregazione, dette Spiritane, pospongono al loro nome la sigla C.S.Sp.

## Storia
Essendo stata sconfitta nella prima guerra mondiale, la Germania perse la colonia del Camerun e i missionari tedeschi furono costretti ad abbandonare il paese africano: la Santa Sede affidò allora le missioni in Camerun alla Congregazione dello Spirito Santo. Eugénie Caps (1892-1931), che già meditava di dedicarsi all'apostolato missionario, si mise a disposizione del superiore generale degli spiritani, Alexandre Le Roy, e stabilirono di fondare una congregazione femminile parallela a quella maschile.
Le prime aspiranti fecero il noviziato presso le suore della Divina Provvidenza della congregazione di Saint-Jean-de-Bassel e la prima comunità femminile spiritana si insediò a Farschviller nel 1921.
Le Missionarie dello Spirito Santo ricevettero il pontificio decreto di lode il 10 febbraio 1921 e l'approvazione definitiva della Santa Sede il 22 marzo 1923.

## Attività e diffusione
Le spiritane si dedicano all'apostolato missionario.
Le religiose sono presenti in Camerun, Canada, Repubblica Centrafricana, Repubblica Democratica del Congo, Guinea-Bissau, Madagascar, Martinica, Senegal, Svizzera; la sede generalizia è a Parigi.
Alla fine del 2008 la congregazione contava 372 religiose in 62 case.